# 51829 Williemccool
51829 Williemccool è un asteroide della fascia principale. Scoperto nel 2001, presenta un'orbita caratterizzata da un semiasse maggiore pari a 2,2777456 au e da un'eccentricità di 0,0538036, inclinata di 7,56769° rispetto all'eclittica.
L'asteroide è dedicato all'astronauta statunitense William McCool, pilota della missione STS-107 tragicamente conclusasi con il disastro dello Space Shuttle Columbia. Agli altri menmbri dell'equipaggio sono stati dedicati gli asteroidi 51823 Rickhusband, 51824 Mikeanderson, 51825 Davidbrown, 51826 Kalpanachawla, 51827 Laurelclark e 51828 Ilanramon.